# エドヴァルト・オスプカ＝モラフスキ

エドヴァルト・オスブカ＝モラフスキ

エドヴァルト・ボレスワフ・オスプカ＝モラフスキ（ポーランド語: Edward Bolesław Osóbka-Morawski, 1909年10月5日 - 1997年1月9日）は、ポーランドの政治家。戦後ポーランドの初代首相。

## 経歴
ロシア帝国統治下のスカルジスコカミェンナ・ブリジン生まれ。1928年にポーランド社会党 (PPS) の党員となり、ワルシャワ大学で法学を学ぶものの中退。
1944年にモスクワで創られた共産党系のポーランド国民解放委員会 (ルプリン委員会, PKWN) の議長に指名され、また同時に外交政策・国内経済を管轄した。その後の臨時政府においても首相（1944-1947年）を務めたものの、社会党とポーランド労働者党 (PPR) との強制合併に反対して失脚。しかし1952年まで下院議員の地位に留まった。ヴワディスワフ・ゴムウカが権力を掌握するとポーランド統一労働者党 (PZPR) に入党し、1949年から1968年にかけてポーランドの保養地管理センター所長を歴任。
その後ポーランド民主化運動を経て1990年に社会党が再建されると、短期間ながら党中央執行委員会議長を務めた。1992年、回想録『苦難の道―記憶の断片』 (Trudna droga. Fragmenty wspomnień) を出版。

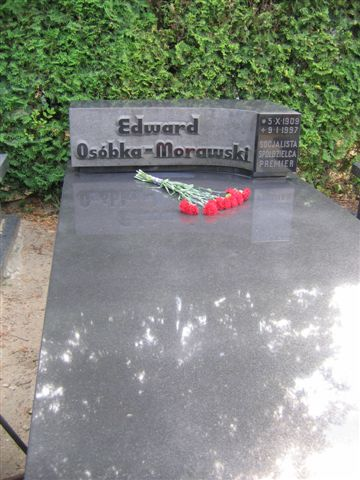
オスプカ＝モラフスキの墓標。ワルシャワ・ボヴォンズキ墓地（2003年撮影）

1997年、ワルシャワで死去した。